# Enric Bernat Fontlladonosa
Enric Bernat Fontlladonosa (Barcelona, 20 d'octubre de 1923 - Barcelona, 27 de desembre de 2003) va ser fundador de la companyia de piruletes Chupa Chups.
Bernat va néixer en una família de pastissers de tres generacions i inicià la seva vida laboral a la pastisseria dels seus pares. El 1950 va crear el seu propi negoci i fundà una fàbrica de confits anomenada "Productes Bernat", a la qual s'integrà qui aleshores era la seva promesa, Núria Serra, filla d'una altra nissaga de confiters barcelonins. La jove parella va impulsar el negoci, fins a absorbir el 1954 una empresa asturiana fabricant de productes derivats de la poma, anomenada "Granja Asturias". El 1958, Enric Bernat comprà la patent d'un caramel esfèric amb pal anomenat "Gol", que fabricava la indústria barcelonina "Reñé SA", i aquell mateix any va sortir al mercat el nou caramel "Chups", presentat com un petit luxe infantil que permetia consumir el dolç sense embrutar-se els dits.
Durant els anys 1980 Bernat fracassava en l'adquisició de la companyia d'assegurances Iberia de Seguros per finançar un nou banc d'inversions català. Malgrat la pèrdua, va comprar la propietat de la Casa Batlló de l'arquitecte modernista català Antoni Gaudí. El 1991 deixava el control formal de Chupa Chups al seu fill Xavier. La marca/companyia subsidiària de Smint es fundava el 1994.
Amb la seva muller Núria Serra tingué tres fills i dues filles. Bernat va morir de vell als 80 anys a la seva casa de Barcelona el 27 de desembre de 2003. El 2006 els seus fills van vendre l'empresa al grup italià Perfetti van Melle.